# Hans Gaede

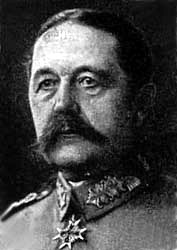
Hans Gaede.

Hans Emil Alexander Gaede, född 19 februari 1852 i Kolberg, död 16 september 1916 i Freiburg im Breisgau, var en tysk militär.
Gaede blev officer vid infanteriet 1870, överste och kommendant i Thorn 1904 samt erhöll avsked 1907. Gaede återinträdde vid  krigsutbrottet 1914 i tjänst som ställföreträdande chef för 14:e armékåren och blev general av infanteriet. Den 14 augusti blev han befälhavare vid Vogeserfronten, där han som chef för arméavdelningen framgångsrikt hindrade fransmännens framryckning i Övre Elsass. Han erhöll avsked 3 september 1916.